# Nightmare Detective - Il cacciatore di sogni
Nightmare Detective - Il cacciatore di sogni (悪夢探偵,?, Akumu tantei) è un film del 2006 scritto e diretto da Shin'ya Tsukamoto.

## Trama
La polizia indaga sulla morte di alcune persone, il cui decesso è stato catalogato, anche in merito alle dichiarazioni di alcuni testimoni, come suicidio. Ma la giovane ispettrice Keiko Kirishima scopre un elemento che accomuna questi decessi: tutte le vittime, per lo più persone depresse, avevano memorizzato, sul proprio cellulare, uno stesso numero telefonico, che avevano chiamato poco prima di morire. Analizzando le ultime chiamate delle vittime, la polizia non riesce a captare la voce del loro comune interlocutore, ma soltanto una voce femminile che ripete «aiuto».
Kirishima, convinta di trovarsi dinanzi a casi di omicidio, sospetta che l'assassino agisca sulla vittima attraverso il telefono, facendo uso di una forma di potente ipnosi. A causa della stranezza del caso, all'interno del distretto di polizia vengono stabilite due sezioni investigative: una si occuperà delle indagini secondo metodi tradizionali, l'altra, presieduta dalla stessa Kirishima e dal detective Wakamiya, procederà secondo metodi soprannaturali. L'ispettrice chiede l'aiuto di un certo Kagenuma, un ragazzo che, secondo alcune fonti, ha la capacità di penetrare nei sogni delle altre persone; ma lui si rifiuta di assistere la polizia nelle indagini, in quanto l'utilizzo delle sue capacità paranormali determinano un suo deterioramento fisico e psichico che lo hanno portato a rischiare di morire.
Incassato il suo no, il detective Wakamiya decide di telefonare al numero misterioso; l'interlocutore è 0, un uomo, che però smaschera il vero intento del poliziotto. Addormentatosi poco dopo su una poltrona all'interno del distretto, Wakamiya viene colto da convulsioni, ma non riesce a svegliarsi; Kirishima, disperata, chiama Kagenuma che stavolta acconsente ed accorre in loro aiuto; messosi in contatto telepatico con Wakamiya, Kagenuma penetra nel suo sogno, ma è ormai troppo tardi, un qualcosa di indefinibile fa a pezzi il poliziotto all'interno del suo sogno e ferisce lo stesso Kagenuma. Kirishima, che aveva assistito "dal di fuori" alla morte del suo collega, telefona a sua volta a 0, costringendo Kagenuma a dover entrare anche nei suoi sogni per non vederla morire.
Addormentatasi, l'ispettrice si trova finalmente faccia a faccia con l'assassino, il fantomatico 0, il quale le rivela di sentirsi costretto ad uccidere, a causa di una furia omicida che lo avvinghia ogni volta che entra in contatto telefonico con la sua vittima. Sempre nel sogno, Kirishima tenta la fuga e si rifugia in una vecchia fornace, assediata da 0; ma il tempestivo intervento di Kagenuma la salva uccidendo l'assassino e svelandone il terribile passato, che lo aveva visto assistere alla morte della sorellina (era suo il grido di aiuto che si udiva durante le telefonate), rimasta intrappolata all'interno della stessa fornace.

## Produzione
Il film è stato girato interamente nel quartiere Adachi di Tokyo e ha avuto un seguito, intitolato Nightmare Detective 2 (2008), sempre diretto – ma non interpretato – da Tsukamoto.

## Distribuzione
Presentato in concorso alla Festa del Cinema di Roma 2006, il film è stato proiettato in Giappone a partire dal 16 gennaio 2007 dalla Movie Eye, mentre in Italia è stato distribuito direttamente per il mercato home video mediante una collaborazione tra 01 Distribution e Minerva Pictures, sotto l'etichettà Rarovideo, dal 28 aprile 2007.

### Edizione italiana
L'edizione italiana di Nightmare Detective - Il cacciatore di sogni è stata curata dalla Tecnofilm di Roma; la direzione del doppiaggio è stata eseguita da Alessandro Perrella, su dialoghi di Emanuela Amato.

## Accoglienza
Il critico cinematografico Enrico Ghezzi, da sempre ammiratore di Tsukamoto, ha affermato: «Questo ed altri suoi film, come A Snake of June e soprattutto Vital, sono discese dentro il corpo, sortite dentro l'anima, l'immaginato. Il suo è un cinema così classicamente installato nell'estremo, da potersi definire violentemente classico [...]. Tsukamoto, come un palombaro, si cala nelle ossessioni, nei giochi, nell'amore, nell'odio, si cala nella possibilità di vivere o sopravvivere alla morte, o di soprammorire alla vita; è veramente un cinema mai visto [...], forse l'unico modo di vedere la cosa, il nero, la non forma».